# El programa del millón
El programa del millón fue un programa de concurso televisivo emitido en Colombia entre 1987 y 1990 producido por RTI Televisión programadora colombiana de la Cadena Uno de Inravisión. Se emitía los martes a las ocho y treinta de la noche y los domingos a esa misma hora, pero por la Cadena Dos.
Lo presentaba Fernando González Pacheco, y lo producía y dirigía Aurelio Valcárcel Carroll, con la locución de Hernando Romero Barliza (El Capi). El concurso se trataba de adivinar palabras del tablero.
Tenía tres etapas. En la primera participaban cuatro parejas, dos de cada uno en dos para formar una frase. En la segunda, pasan a las semifinal dos parejas para formar otra frase. En la tercera, la final, la pareja finalista entraba a una cabina para completar ocho palabras en Sesenta segundos. De lograrlo, ganaban Un millón de pesos, más el acumulado asegurado con las pistas adivinadas.
En ese mismo programa se hizo una sección en vivo, en la que el concursante debía también completar ocho palabras también en Sesenta segundos por teléfono y ganar 300.000 pesos.

## Dinámica del concurso
El programa inicia con la imagen de fondo del set de televisión donde se desarrolla el concurso sobre la que se posiciona el logo del mismo (‘El programa del 1’000.000’ haciendo referencia a un millón de pesos colombianos), a la par se escucha al público en vivo aplaudiendo y una canción creada especialmente para la producción a modo de jingle. 
Posterior a ello, son presentadas cuatro parejas que son llamadas al set por parte de un narrador, el cual nombra a los participantes y luego le da paso al presentador Fernando González. Este último ingresa al set y aclara brevemente la dinámica del concurso, además, menciona el nombre de la productora (RTI), explica la forma en la que las personas pueden postularse para participar en el programa, y por último, hace referencia al delegado(a) de la ‘Oficina de rifas, juegos y espectáculos’ de la Alcaldía de Bogotá (quien vigila el desarrollo del programa; esta persona siempre está presente en este tipo de formatos de televisión en Colombia ya que participa como juez del mismo y verifica que todo lo que ocurre se desarrolle con total transparencia). Usualmente luego de la presentación, el concurso hace una pausa comercial.
En el segundo segmento del programa 'Pacheco' dialoga con dos de las cuatro parejas, (las cuales van a jugar en esta sección) para conocer información sobre cada uno (el presentador pregunta básicamente lo mismo a todos los participantes: lugar de nacimiento, labor y afinidad con la persona que lo acompaña, es decir: esposo(a), hermano(a), amigo(a), entre otros). Luego proceden a iniciar la competencia en la cual, una de las dos parejas ganará y acumula el monto ganado en la primera ronda, luego pasará a la siguiente ronda, en tanto la otra deberá retirarse del programa con el dinero ganado.
En el primer juego las parejas se enfrentan de manera individual, (por tanto son dos rondas), allí deben adivinar una palabra (las cuales son pistas que van a servir para adivinar una frase que se encuentra incompleta en el tablero). La persona que adivine con mayor rapidez la palabra obtiene una recompensa monetaria y tiene la posibilidad de elegir dos letras del abecedario para completar la frase (las cuales tienen relación con situaciones o sucesos relacionados con la época). Por cada letra que coincida los concursantes obtienen mil pesos colombianos adicionales a su acumulado. En esta fase también hay una letra que no está en tablero, de seleccionarla la persona pierde el turno. Al terminar su turno el concursante vuelve a su lugar y tiene diez segundos para intentar completar la frase, si no lo logra, el representante de cada pareja vuelve a jugar con una nueva palabra o pista. Esto se repite hasta que se adivine la frase y luego los otros dos integrantes de las parejas hacen lo mismo, en tres rondas.
La pareja que posea el mayor acumulado permanece en el concurso en tanto la otra se despide el programa. Esto mismo ocurre con las otras dos parejas participantes en un tercer segmento. 
Con las dos parejas finalistas se realiza el mismo juego para determinar cuál de las dos jugará la final por un millón de pesos. En esta ocasión cualquiera de los dos integrantes puede participar en la única ronda que se realiza. De nuevo la pareja que pierde se retira del set.
Los finalistas ingresan a una cabina ubicada en la parte posterior del set. Allí ambos seleccionan uno de tres temas propuestos por el presentador y empieza un conteo de 60 segundos en los que deben adivinar un total de ocho palabras, de lograrlo los concursantes obtienen un millón de pesos colombianos junto a su acumulado en el programa, de lo contrario solo obtienen el dinero que obtuvieron con anterioridad.
Para culminar el presentador hace un balance de lo que ocurrió, invita a las personas a inscribirse al programa y cierra el mismo haciendo referencia al nuevo episodio en la siguiente semana. Posterior a ello se da paso a los créditos.

## Logos y set
El logo del programa es esencialmente el título del mismo: ‘El programa del $1’000,000’, el cual se muestra al inicio, entre cortes y al finalizar la producción. La letra es de color amarillo y no se muestra sobre un fondo especial, sino que este corresponde a la imagen del set de televisión.
El set por su parte está conformado por: 1. una tarima principal en la que se encuentra el presentador, 2. un letrero gigante que funciona como fondo del set en el que se encuentra la cifra mayor del programa ‘1,000,000’ iluminado con luces de neón, 3. dos pedestales en donde se ubican las dos parejas participantes de los dos primeros segmentos, 4. un tablero gigante en donde se proyecta el juego junto a una mesa en la que se encuentran las letras del abecedario ubicadas en fichas iluminadas, 5. un recipiente de cristal con dinero ubicado en la parte posterior del set el cual es custodiado por un hombre vestido como vigilante, 6. una cabina de sonido con un cristal en la que se ubican los finalistas para el último segmento del juego y, 7. un público en vivo que nunca se observa en pantalla.

## Presentador
Fernando González Pacheco, alías ‘Pacheco’ como era conocido, es el presentador del programa del millón. Su vestimenta característica es traje con colores claros, corbata oscura y camisa blanca, salvo en algunos especiales en donde cambiaba su ropa acorde a la ocasión, por ejemplo con el especial de niños en donde se vistió con ropa estilo rockero y una peluca con una cresta verde. Tiene un humor característico, muy humorístico y familiar, donde buscar ser ameno con las personas.
Durante el programa, casi no se ve en pantalla, sin embargo, su voz se escucha. Los planos que, en la gran mayoría del programa se presentan, son medio cortos.
Así mismo se da la idea de un presentador que le interesa saber sobre sus participantes e interactúa bastante con ellos para generar un ambiente ameno y logra solucionar de manera astuta los problemas o situaciones incómodas que surgen en el desarrollo del programa (un ejemplo de esto es en un episodio en el que un niño confundió la palabra “cóndor” por “condón”).

## Música
El programa posee una musicalización que se utiliza de manera regular en formatos de concurso, allí, destacan piezas que buscan generar suspenso entre los espectadores a partir del sintetizador. Así mismo, tienen gran presencia en el formato los efectos de sonido utilizados en los aciertos de los concursantes, las fichas del abecedario y los espacios en los que se empiezan a mostrar las palabras o frases que se muestran en pantalla.
Sin embargo, el elemento más relevante es el jingle original por Jimmy Salcedo, que acompaña al concurso, la cual es utilizada al inicio, entre cortes y al finalizar el programa. La composición que tiene elementos sonoros del género de salsa dice:

“El programa del millón
Millonario en premios
Millonario en sintonía
Gracias a usted
Pacheco y su vacilón
Hace un programa cheverón
Gracias a usted”

## Estructura de los créditos finales
Los créditos finales se proyectan con un encuadre central, utilizando como fondo el tablero donde aparecen las palabras claves.
Lo primero que aparece en pantalla son los créditos de las grabaciones por parte de Estudios Gravi, RTI Producciones, V.T.R, Edison Pardo, video Hernan Barrios; cámaras y el nombre de seis camarógrafos, sus cuatro auxiliares, sonido e ilumino-técnico,  los tres técnicos y el diseñador gráfico. Posteriormente continúa con los diseñadores escenográficos, cielo computarizado, control de grabación, ambientación, la supervisión comercial, la locución, el técnico y la edición; luego se muestra la coordinación y la edición, finalmente aparece el nombre del presentador, del director y las cortesías aparecen en la pantalla. Posterior a ello aparece una pantalla en azul para luego dar paso al logo de RTI Colombia. Para cerrar, se escucha una en off diciendo el patrocinio de ‘Shampoo Adorée’ y ‘Crema Johnson's’ con sus respectivas imágenes donde aparecen los logos.
Todos los textos expuestos anteriormente se mantienen en mayúscula sostenida, color amarillo característico del programa, con un tipo de letra romana.

## Premios
Ganó tres Premios India Catalina, dos en 1988 y 1990 como mejor programa concurso y el otro en 1990 como mejor presentador para Fernando González Pacheco.

## Programas similares
El programa del millón tiene dos versiones similares 
| País           | Nombre del programa                 | Presentador    | Canal | número de temporadas | Año al aire |
| -------------- | ----------------------------------- | -------------- | ----- | -------------------- | ----------- |
| Estados Unidos | The $1,000,000 Chance of a Lifetime | Jim Lange      |       | 2                    | 1986- 1987  |
| Reino Unido    | All Clued Up                        | David Hamilton | ITV   | 4                    | 1988–1991   |